# أبو العباس برحايل
أبو العباس برحايل، شخصية أدبية جزائرية من مواليد 1947. يكتب الشعر والرواية.

## مؤلفاته
صدر له ما يلي:
- الطاعون في طيبة - رواية 2011.[1]
- شعبة الزيتون - رواية 2011.[2]
- السيف والرصاص - رواية 2012.[2]
- سنابل وقنابل ـ رواية 2011.[2][1]
- الحبة السوداء - رواية في جزئين 2012.[1]
- القاضية والعفر - رواية 2013.[1]
- وتلك الأيام ـ سيرة 2015.[1]

وله مجموعة شعرية صدرت عام 2013 بعنوان «شظايا الأيام وفواصل الأحلام» و مجموعة من المقالات الفكرية والاجتماعية نشرت في جريدة النصر الجزائرية في الثمانينيات والتسعينيات من القرن العشرين.